# Ryby głębinowe

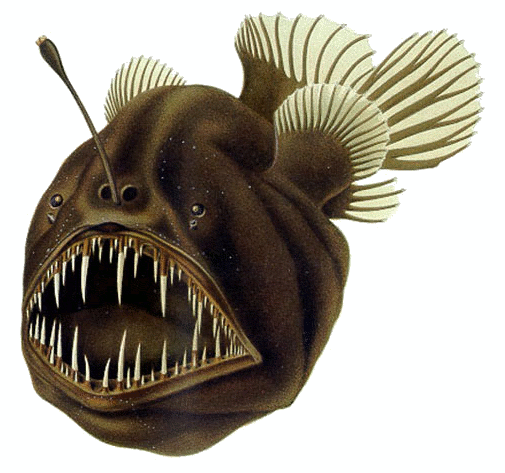
Melanocetus johnsonii

Ryby głębinowe – ekologiczna grupa ryb żyjących na dużych głębokościach, w strefie batialnej lub w strefie abysalnej oceanów i mórz, rzadziej w jeziorach, często poniżej 2000 m p.p.m., w warunkach stabilnej niskiej temperatury i stabilnego zasolenia, wysokiego ciśnienia oraz całkowitym braku światła. 
Ryby głębinowe wykazują duże zróżnicowanie pod względem budowy i przystosowań. Są wśród nich gatunki odbywające dobowe wędrówki w kierunku pionowym (świetlikowate), aktywnie pływające w wodach batypelagialnych (skrzelokształtne, rekiny z rodziny koleniowatych) oraz ryby prowadzące wyłącznie przydenny tryb życia. Gatunki planktonożerne wędrują w ciągu dnia w kierunku powierzchni. Drapieżniki spotykane są na wszystkich głębokościach. 

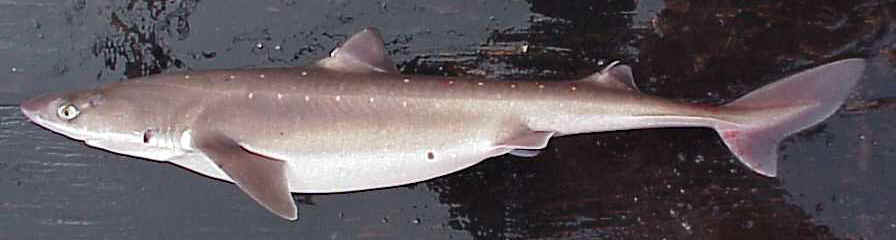
Koleń pospolity spotykany jest na głębokościach do 1500 m p.p.m.

Rozmiary najmniejszych gatunków nie przekraczają kilku centymetrów, a największe osiągają nawet kilka metrów długości. Wiele ryb głębinowych charakteryzuje się dziwacznymi kształtami (żabnicokształtne). Niektóre mają duże, świecące oczy, inne szeroko otwierające się paszcze, w których występują bardzo ostre zęby. Większość z tych ryb widzi przy świetle niewidocznym dla człowieka, niektóre z nich są ślepe, a jeszcze inne mają specjalne komórki wytwarzające światło.